# FOX-7
A FOX-7, kémiai nevén 1,1-diamino-2,2-dinitroetén (DADNE) külső behatásokra nem érzékeny nagy teljesítményű robbanóanyag. 1998-ban állították elő a Svéd Védelmi Kutatóintézetben.
Robbanó tulajdonságai egész különösen előnyösek. A számított detonációs sebessége 8870 m/s 1,885 g/cm³ sűrűség mellett. A mért detonációs sebesség 8335 m/s 1,756 g/cm³ sűrűségnél.
Kémiai szerkezetében a TATB-re hasonlít, mely egy benzolgyűrűhöz kapcsolódó három nitro- és három aminocsoportból áll. A FOX-7 esetén nem benzolgyűrű, hanem két szénatom a vegyület gerince, de az amino- és nitrocsoport hasonló szerepet játszik mind érzékenység, mind a lebomlási folyamat tekintetében.
A FOX-7 ára egyelőre magas, de ennek a kis termelési mennyiség az oka. Miután kereskedelmi forgalomban kapható termékekből készül, és az előállítása problémamentes, megjósolható, hogy elterjedésével az ára is esni fog. Számos katonai kutatóközpontban vizsgálják a tulajdonságait, még kevésbé érzékeny (következésképp biztonságosabban tárolható, szállítható és alkalmazható) robbanóanyagok után kutatva.